# Indiansommar
För andra betydelser, se Indiansommar (olika betydelser).

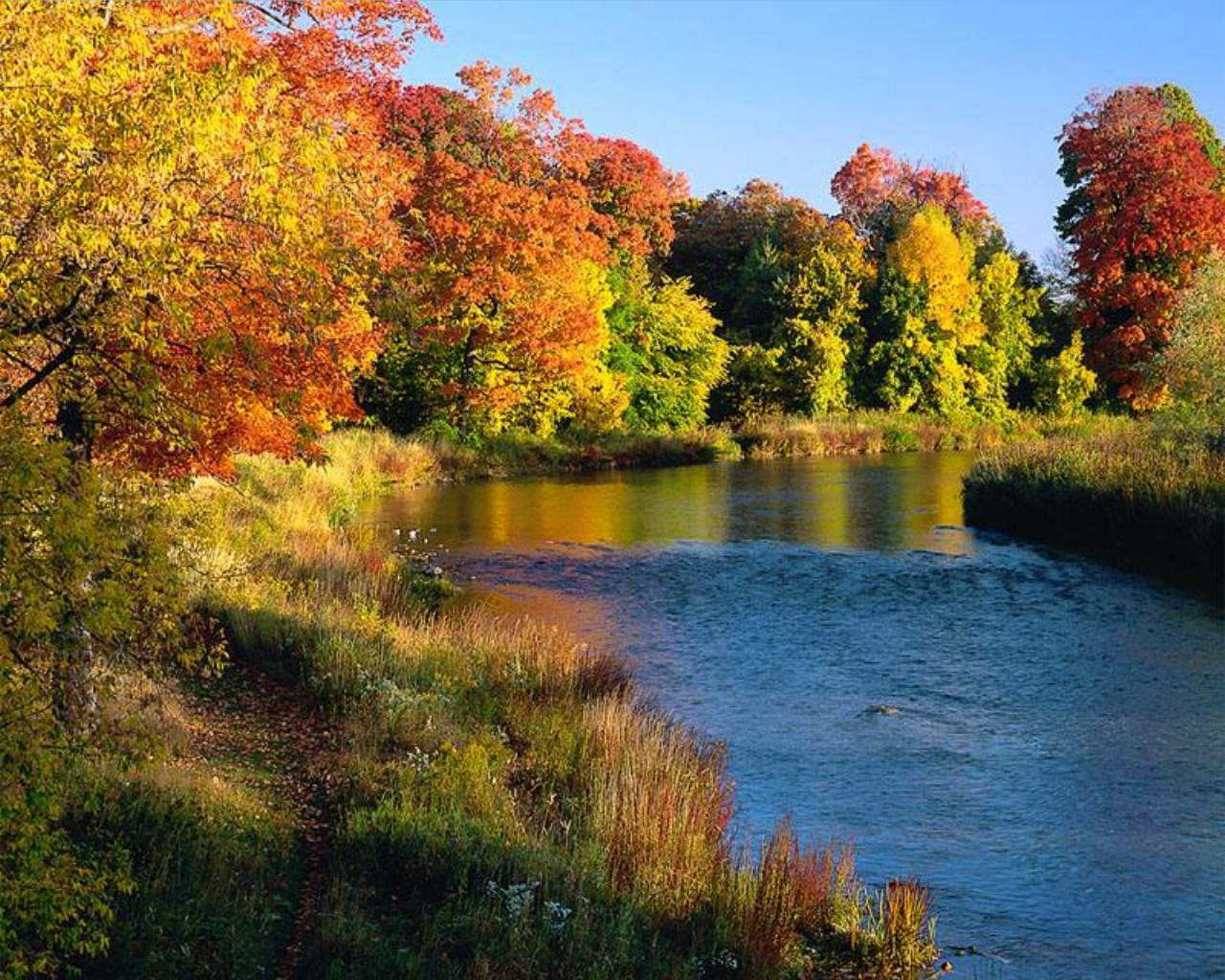
En typisk dag under den nordamerikanska "Indian Summer".

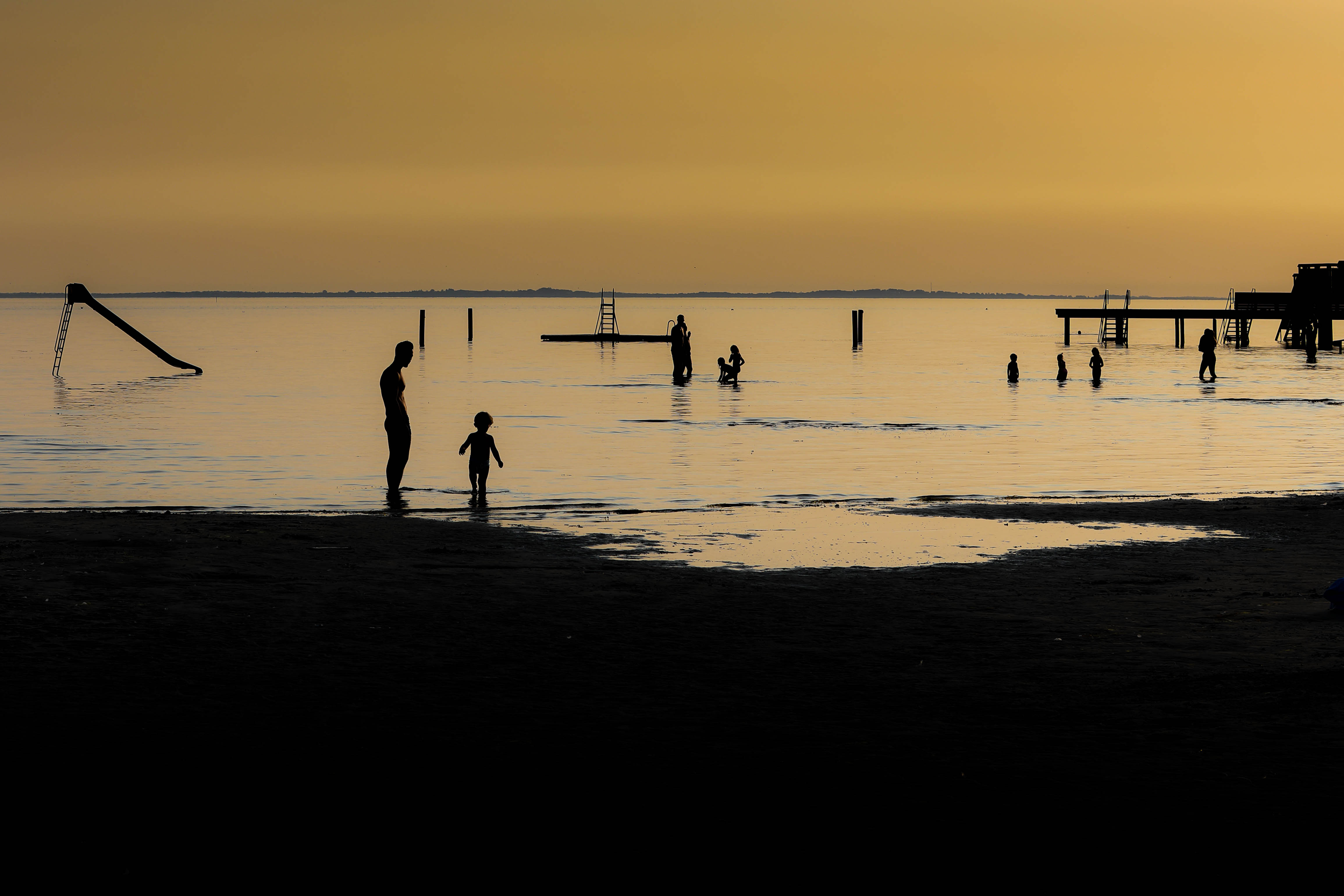
En sommarvarm septemberkväll i Höganäs 2016. Dock troligen ingen äkta indiansommar där den varma perioden föregås av en kall period.

Indiansommar är en period med varmt, soligt och sommarliknande väder under hösten. Perioden bör ha föregåtts av höstlikt väder och åtminstone en frostnatt.
Begreppet är nästan synonymt med brittsommar. Enligt SMHI kan indiansommar inträffa när som helst på hösten medan brittsommar är varma perioder som ligger nära 7 oktober.

## Etymologi
Ordet indiansommar är importerat från engelskans indian summer. Uttrycket kan komma av att de nordamerikanska amerikanska urfolken (indianer) brukade gå på buffeljakt om det var en varm och solig höst. En annan teori kopplar det till Indien och den stabila varma period som brukar följa sommarmonsunen.